# Kongens Ur
Kongens Ur (under Margrethe 2. kaldet Dronningens Ur) er en hædersbevisning der tildeles værnepligtige fra Den Kongelige Livgarde, ved afslutningen af tjenestetiden.
For hvert indkaldelseshold holdes inden hjemsendelsen en afskedsparade på Livgardens Kaserne, hvor Hans Majestæt Kongen takker for god tjeneste i Den Kongelige Livgarde og for god vagt ved de Kongelige slotte og palæer. Ved den lejlighed bliver en værnepligtig garder tildelt "Kongens Ur". Den pågældende garder er på demokratisk vis udpeget af de foresatte og kammeraterne i fællesskab, idet der lægges vægt såvel på god soldatertjeneste som på udvist kammeratskab.
Historien bag Kongens Ur går tilbage til 1969, hvor der i anledning af kong Frederik 9.'s 70 års fødselsdag blev oprettet en fond. Fondens midler på 25.187 kr. blev tilvejebragt ved bidrag fra samtlige medlemmer af De Danske Garderforeninger, og kapitalen blev den 11. marts 1969 stillet til Kongens disposition til et formål, der i hans navn efter skal komme de værnepligtige ved Den Kongelige Livgarde til gode.
Kongen har derefter bestemt, at der årligt for renterne skal indkøbes armbåndsure, der skal bære påskriften "Kongens ur" og årstallet, således at der ved hver afskedsparade af regenten kan overgives et ur til en repræsentant for de bedste værnepligtige ved det hjemsendelseshold.
Første gang Kongen udleverede et ur ved en afskedsparade var 17. februar 1970, hvor det blev indstiftet i forbindelse med Frederik 9.'s 70-års fødselsdag. Garderfonden "Kongens Ur" blev efter tronskiftet i 1972 benævnt "Dronningens Ur". Fonden administreres af præsidenten for De Danske Garderforeninger. Efter tronskiftet i 2024 kaldes det nu igen "Kongens Ur".
Dette festlige indslag i afskedsparaderne er et synligt bevis på samvirket mellem regenten, regimentet og gamle gardere.

## Modtagere af Kongens Ur
- Hold august 2024: Tristan Seiersen Soussah[1]